# Boarmia leucoplecta
Boarmia leucoplecta là một loài bướm đêm trong họ Geometridae.